# فلوویلا (جورجیا)
فلوویلا، جورجیا (به انگلیسی: Flovilla, Georgia) یک شهر در ایالات متحده آمریکا با جمعیت ۶۵۳ نفر است که در جورجیا واقع شده‌است.

## موقعیت جغرافیایی
موقعیت جغرافیایی شهرها و مناطق اطراف به شرح زیر است: